# Idaea actiuncula
Idaea actiuncula là một loài bướm đêm trong họ Geometridae.